# NGC 7303
NGC 7303 је спирална галаксија у сазвежђу Пегаз која се налази на NGC листи објеката дубоког неба.
Деклинација објекта је + 30° 57' 24" а ректасцензија 22h 31m 33,0s. Привидна величина (магнитуда) објекта NGC 7303 износи 12,8 а фотографска магнитуда 13,6. NGC 7303 је још познат и под ознакама UGC 12065, MCG 5-53-4, CGCG 495-5, KAZ 293, IRAS 22292+3042, PGC 69061.